# Lycée français de Bakou

Le lycée français de Bakou (azéri : Bakı Fransız Liseyi), était un établissement d'enseignement français situé à Bakou, capitale de l'Azerbaïdjan, qui a fonctionné entre 2013 et 2024.

## Histoire
Le 16 septembre 2013, le lycée français de Bakou, dont la création a été prévue dans un accord signé entre Nicolas Sarkozy et Ilham Aliyev en octobre 2011, ouvre ses portes. Lors de sa visite en Azerbaïdjan le 12 mai 2014, le président français François Hollande l’inaugure en compagnie de son homologue azerbaïdjanais. Les professeurs y suivent les programmes scolaires du ministère français de l’Éducation nationale pour l'élémentaire. L'enseignement au secondaire était assuré via le CNED et les diplômes, passés en candidat libre, permettent une entrée dans n’importe quelle université française. Il était prévu que ce diplôme permette également aux Azerbaïdjanais suivant la formation d’obtenir un diplôme national.

### Fermeture
En avril 2024, la décision a été prise de fermer le lycée français de Bakou à la fin de l'année scolaire 2023-2024, invoquant des problèmes commerciaux. Cependant, la fermeture annoncée du lycée français de Bakou intervient dans un contexte de détérioration constante des relations entre l'Azerbaïdjan et la France, qu'il accusait de soutenir l'Arménie contre l'Azerbaïdjan pendant la seconde guerre du Haut-Karabagh en 2020 et après.